# Тарума
Тару́ма (индон. Taruma), также Таруманага́ра (индон. Tarumanagara, «буквально — государство Тарума») — раннее яванское государство, находившееся на западе острова, основанное сундами.

## История
Согласно книге Нусантаре, Тарума была основана Джаясингаварманом в 358 году. Джаясингаварман бежал из индийского города Саланкаяны, захваченного Самудрагуптой, на Яву. Там он женился на дочери царя Салаканагары Девавармана VIII. Джаясингаварман умер в 382 году, и был захоронен на месте современного города Бексаси. Его сын, Дхармаяварман правил в 382—395 годах. Следующим правителем Тарумы стал Пурнаварман, который царствовал в 395—434 годах. При Пурнавармане Салаканагара стала Тарумой. Пурнаварман подчинил ей 48 мелких соседних государств.
В 397 году Пурнаварман перенёс столицу Тарумы в Сундапуру. Это первое использование слова «Сунда». Сундапура, скорее всего, находилась недалеко от современной Джакарты.
Пурнаварман оставил множество «памятных камней».
Ок. 530 года царь Сурьяварман перенёс столицу из Сундапуры в неизвестный город к востоку от старой столицы.
В 650 году Тарума проиграла войну Шривиджайе. Это привело к глубокому упадку, разделению страны и покорению Тарумы Шриваджайей ок. 670 года.

## Правители
| Правитель     | Начало правления | Конец правления |
| ------------- | ---------------- | --------------- |
| Дхармаяварман | 372              | 395             |
| Пурнаварман   | 395              | 434             |
| Вишнуварман   | 434              | 455             |
| Индраварман   | 455              | 515             |
| Кандраварман  | 515              | 535             |
| Сурьяварман   | 535              | 561             |
| Кертаварман   | 561              | 628             |
| Линггаварман  | 628              | 650             |
| Тарусбава     | 670              | 670             |